# Pyin Oo Lwin
Pyin Oo Lwin är en stad i Myanmar. Den ligger i Mandalayregionen, i den centrala delen av landet, 260 km norr om huvudstaden Naypyidaw. Folkmängden uppgår till cirka 170 000 invånare.